# 土谷智紀
土谷 智紀（つちや とものり、1973年2月16日 - ）は静岡県下田市出身の元騎手・現調教助手。
妻は元フリーアナウンサーで、『中央競馬ワイド中継』（首都圏トライアングル共同持ち回り製作）でアシスタントを務めた麻井貴美子である。

## 来歴
生まれ育った下田の周辺は場外も無かったが、父の職場には電話投票で馬券を買う競馬ファンが多く、同僚から小柄な土谷に騎手を勧められた。競馬をやっていなかった父も周囲に言われてその気になり、小学校低学年の頃から土谷に「騎手になれ」と言っていたほか、競馬学校の願書も父が調べて取り寄せていた。競馬学校に受からなかった場合も高校進学ではなく、競艇の選手にという話になっていた。
運動神経は良い方であり、少年野球の監督をやっていた父から野球をやらされ、背の小ささから、ポジションはほとんど外野であった。 中学校では野球の傍ら、父に言われて水泳部に所属。
乗馬経験は全然なく、競馬学校に受かってから1回だけ乗馬クラブに行って跨ったくらいであった。
入学後は河北通・郷原洋司・四位洋文・徳吉孝士・橋本広喜・日吉正和・藤田伸二・宝来城多郎・水野貴広・安田康彦と同期になり、スパルタの父から解放された寮生活が楽しく、教官に怒られても怖くなかったほか、自由に外出が出来ないのも大丈夫で、最初の軽乗鞍で、脚を振って馬に騎乗することが出来なかったのが唯一味わった苦労であった。
1991年に美浦・鈴木勝美厩舎からデビューし、同年3月2日の中山第6競走4歳未勝利・メークアターナ（12頭中4着）で初騎乗を果たす。この時は父も観戦に来たほか、地元静岡のテレビ局も取材に来た。4月28日の新潟第2競走4歳未出走・レディクーリアで初勝利 、6月23日の福島で初の1日2勝、9月7日・8日の中山では初の2日連続勝利を挙げる。12月7日の中山第1競走3歳オープンではアフェクトダンサーに騎乗して連勝を7まで伸ばし、後に同馬は重賞未勝利ながらサラブレッドと好戦した実績を買われ、牝馬としては1977年のミサキシンボル以来14年ぶりとなるJRA賞最優秀アラブに選出された。有馬記念が行われた同22日の中山では有馬記念と同じ芝2500mの第5競走グッドラックハンデキャップをサクラショウリ産駒テンジンショウリで勝利し、1年目の同年から2桁勝利で20勝台の23勝をマーク。
2年目の1992年には若葉ステークスでサウスオーに騎乗して共同通信杯4歳S勝ち馬エアジョーダン、シンザン記念勝ち馬マヤノペトリュースを抑えてセキテイリュウオーの2着に入った。同年も前年に続いて23勝をマークし、2年連続で最後の20勝台になったが、最初の2年間がキャリアハイとなった。
1993年からはトウホーケリーの主戦騎手として引退までの全レースに騎乗し、毎日の攻め馬に乗っていたほか、安田記念ではGI騎乗も経験。性格はきつかったが、教えたことを覚える賢さから騎乗していて楽しく、1996年の京王杯オータムハンデキャップでは逃げて3着に粘った。
1995年から1997年には3年連続2桁勝利を挙げ、1997年11月16日の福島第10競走福島放送賞・マイネルナポレオンでは通算100勝を達成し、1998年からはフリーとなる。
1999年には5月9日の新潟で1日3勝を挙げたほか、同23日の新潟第3競走4歳未出走で14頭中12番人気のキミブランドで勝利して単勝・馬連万馬券、9月12日の中山第7競走3歳新馬では15頭中14番人気のワカセイウンで勝利して単勝・枠連・馬連万馬券の波乱を起こす。
2002年の年末には柴田善臣と共にバリ島旅行をしていたが、その間に美浦では「土谷に連絡が取れない」という話になっていた。大晦日に帰国し、携帯を見たら着信があったが、大晦日の夜で電話をかけられず、1月2日の顔合わせの時に藤原辰雄厩舎に行ったら「お前、50kg乗れるか?」と中山金杯・トーアメイウンの騎乗を依頼される。普段は減量しない土谷も金杯に乗れるということから死にもの狂いで体重を落とし、逃げてゴール100mくらいまでは先頭でを走り、最後は田中勝春のトーホウシデンに外から差されたが、12番人気ながら2着に好走させた。
2007年には有馬記念が行われた12月23日の中山の準メイン第8競走フェアウェルステークスをシアトルバローズで勝利し、2008年6月15日の東京第2競走3歳未勝利・アイノカゼで最後の勝利を挙げ、2009年10月31日の東京第10競走紅葉ステークス・キングルーキー（18頭中16着）が最後の騎乗となった。
2010年には3月1日から古賀慎明厩舎に所属し、オークス馬となったサンテミリオンの調教担当として厩舎のGI初勝利に貢献。9月30日に現役を引退し、10月1日付で古賀厩舎の調教助手となった。

## 騎手成績
| 通算成績 | 1着 | 2着 | 3着 | 4着以下 | 出走回数 | 勝率 | 連対率 |
| -------- | --- | --- | --- | ------- | -------- | ---- | ------ |
| 平地     | 164 | 191 | 187 | 3250    | 3792     | .043 | .094   |